# Клан Воллес

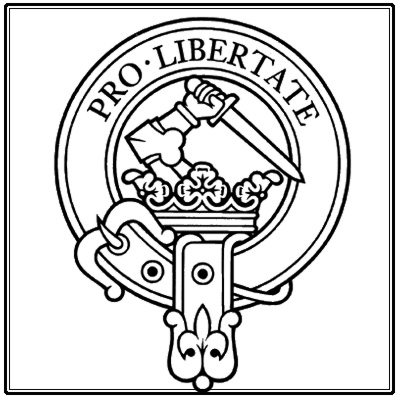
Гребінь клану Воллес.

Герб вождів клану Воллес.

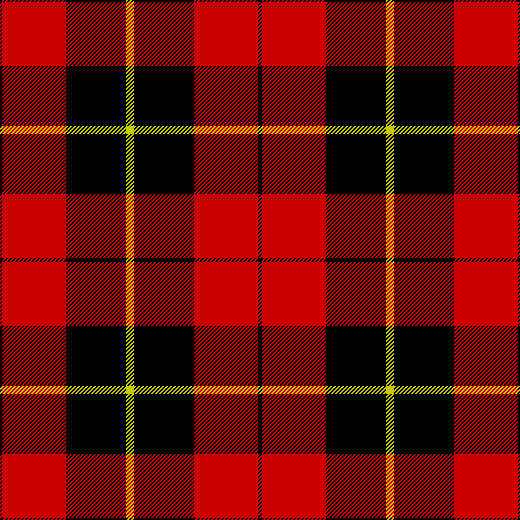
Тартан клану Воллес.

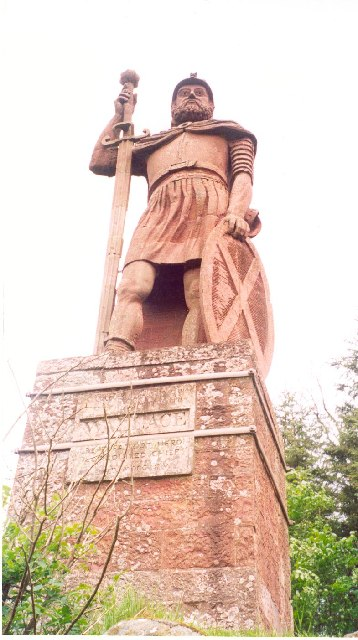
Памятник Вільяму Воллесу — героєві Шотландії.

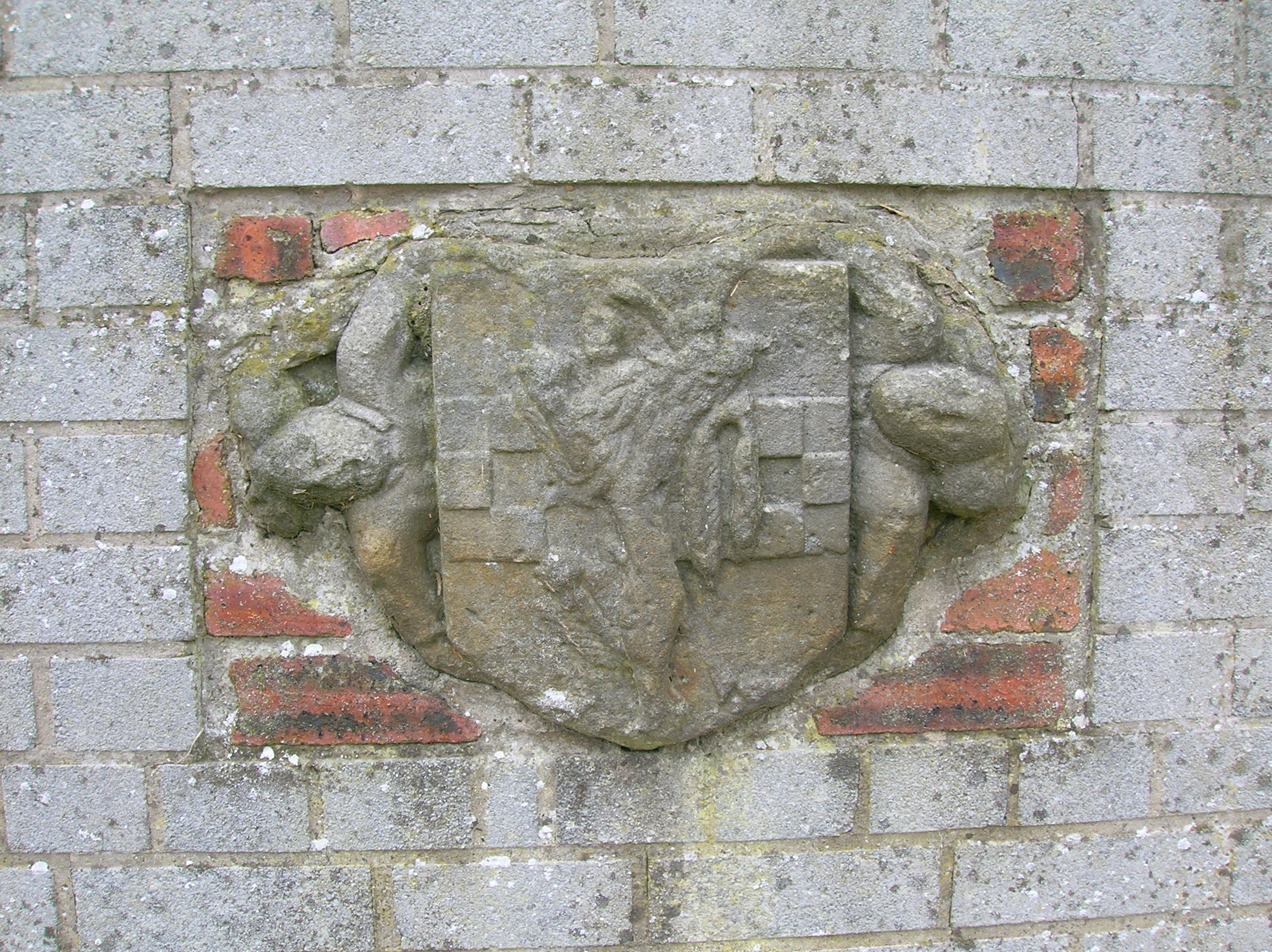
Герб вождів клану Воллес та Лінсей на стіні замку Крайгі, Айршир.

Клан Воллес (шотл. — Clan Wallace, гельск. — Clan Uallas) — один з кланів рівнинної частини Шотландії — Лоуленду. Клан офіційно визнаний герольдами Шотландії самостійним кланом. Найвідомішою людиною з клану Воллес був борець за свободу Шотландії Вільям Воллес.
Гасло клану: Pro libertate — За свободу! (лат.)
Бойовий клич клану: Свобода!
Землі клану: Айршир, Ренфрюшир.
Символ клану: дуб.
Вождь клану: Ян Френсіс Воллес (шотл. — Ian Wallace)
Резиденція вождів клану: Замок Крайгі Кастл (шотл. — Craigie Castle), Замок Аухенбахі (шотл. — Auchenbathie Tower).

## Історія клану Воллес

### Походження клану Воллес
Предки клану Воллес вперше з'явилися в Шотландії разом з лицарями норманами, що завоювали Англію під проводом Вільгельма Завойовника в ХІ столітті. Король Шотландії Девід І був прихильником феодалізації Шотландії за норманським типом. Задля цього він брав на службу норманських лицарів, дарував їм землі і привілеї, титули — особливо у рівнинній частині Шотландії. В гірській частині влада кланів та їх вождів була сильнішою і феодалізація тривала повільно. Серед цих норманських лицарів був Волтер Фітц Алан, якого король Шотландії призначив своїм стюартом у 1136 році. Один із нащадків Фітц Алана — Річард Воллес Освестрі вирушив на північ в пошуках кращої долі. Попередньо він мешкав в Освестрі — у місцині на валійському кордоні. Назва Воллес пояснюється як Ле Валейс (норм. — Le Waleis) — Валієць, Брит. Сама назвіа «валійці» походить від англо-саксонського слова «вороги». Є версія, що предками клану Воллес були брити (валійці) з Уельсу (Кимри), що прийшли до Шотландії разом з Девідом І в ХІ столітті. Є ще версія, що предками клану Воллес були брити, що оселилися в Стратклайді в Х столітті.
Лицар Річард Воллес отримав від короля Девіда І землі в Ейрширі. Річард Воллес отримав крім землі нерухомість в Кайлі. Річарда Воллеса досі пам'ятають у тих місцях — донині існує селище під назвою Ріккартоне. Річард Воллес став володарем земель Кілмарнок, був васалом Верховного Стюарта Шотландії ще до 1160 року. Його онук — Адам Воллес мав двох синів, старший успадкував сімейні маєтки в Ейрширі, молодший син — Малкольм Воллес отримав землі Авхінбохі та Елдерсі в Ренфруширі.

### XIV століття— війна за незалежність Шотландії
Малкольм Воллес згадується в документі 1296 року — в «Рагман Роллс». Він був серед тих шотландських вождів кланів, хто присягнув на вірність королю Англії Едварду І Довгоногому. Але дуже швидко він став одним з тих вождів шотландських кланів, хто відмовився підкорятися королю Англії Едварду І. В результаті цього Малкольм Воллес і його син Андрій були страчені. За деякими даними саме Малкольм Воллес був батьком борця за свободу Шотландії Вільяма Воллеса. Проте, згідно інших даних, він був сином Алана Воллеса Ейрширського, що теж фігурує в документі «Рагман Роллс» у 1296 році.
Вільям Воллес та Ендрю де Морей почали успішну партизанську війну проти Англії за незалежність Шотландії. У 1297 році повстанці під проводом Вільяма Воллеса та Ендрю де Морея перемогли англійців у битві під мостом Стірлінг. Після цього Вільяма Воллеса посвятили в лицарі і йому був дарований титул Захисник Шотландії. Вільям Воллес повів шотландське військо на битву під Фолкерк у 1298 році, але був розбитий великою англійською армією. Вільям Воллес був схоплений зрадниками під Робройстоном біля Глазго і переданий англійському королю Едварду І сером Джоном Ментіехом. Вільяма Воллеса показово судили, визнали винним у «державній зраді», катували і жорстоко стратили в Лондоні в 1305 році.

### Війни на кордонах
У XV–XVI століттях на кордоні з Англією постійно виникали сутички та війни з англійцями. Крім того, в Шотландії в цей період йшли постійні війни між кланами. Вождь клану Воллес — Воллес Крагі отримав свої землі та замки в кінці XIV століття внаслідок шлюбу зі спадкоємицею сера Джона Ліндсея Крігі. У жовтні 1449 року сер Джон Воллес Крагі повів шотландців на битву з англійцями під Сарк. Англійці були розбиті. У 1513 році вождь клану Воллес — Вільям Воллес Карнелл був вбитий під час битви під Флодден.

### XVII століття— громадянська війна на Британських островах
Вожді септи Воллес Крагі були безпосередніми нащадками Вільяма Воллеса. У 1669 році Х'ю Воллес Крагі отримав титул баронета Нової Шотландії. Цей титул давали шотландській шляхті для колонізації Північної Америки під керівництвом Вільяма Олександра. Була ідея Шотландської колонії на території нинішньої Канади.
Джеймс Воллес служив капітаном в армії генерала Роберта Монро, коли він захопив замок Хантлі, що належав клану Гордон у 1640 році. Сер Х'ю Воллес був роялістом, підняв полк шотландців на війну за короля Карла І під час революції і громадянської війни, воював проти Олівера Кромвеля.
Крім цього, у XVII столітті працював вчений математик Джон Воллес, що здійснив прорив в математиці, досліджував поняття нескінченності, проклав шлях до нових систем обчислень.

### ХІХ століття
У ХІХ столітті працював відомий натураліст з клану Воллес — Альфред Рассел Воллес, що розробив власну теорію еволюції ще до виходу книги Чарльза Дарвіна. Він проводив дослідження флори і фауни в Південній Америці та в Індії, Індонезії.
Томас Воллес служив віце-президентом британської ради торгівлі. Він докорінним чином змінив систему торгівлі Британії в 1821 році в зв'язку з появою великих колоній за океаном.
Працював в цей час соціолог Грем Воллес — автор ідей мирної трансформації суспільства в сторону демократизації та соціальної справедливості.
Сер Річард Воллес був видатним колекціонером живопису і антикваріату, знавцем французької культури XVIII століття. Він заповів свої колекції народам Великої Британії. Після його смерті в 1897 році ця колекція стала Національною Колекцією Воллеса.

## Замки клану Воллес
- Замок Ріккартон, також Крайстчерч (шотл. — Riccarton Castle) — замок в Ейрширі, названий на честь Річарда Воллеса (місто Річарда). Землі належали клану Воллес з ХІІІ століття або раніше, і клан збудував там замок. Малкольм Воллес, що, нібито, був батьком патріота Вільяма Воллеса, як кажуть, народився там і меморіальна табличка нині відзначає це місце.
- Замок Воллес (шотл. — Wallace's Buildings) — в селищі Елдерслі (шотл. — Elderslie), Ренфрушир, як кажуть, був батьківщиною патріота Вільям Воллес, хоча є й інші місця, які вважаються місцем його народження. Цей замок був власністю клану Воллес з ХІІІ століття до 1850 року. Замок був зруйнований, нині лишились тільки пагорби вкриті травою і пам'ятник.
- Замок Крайгі (шотл. — Craigie Castle) — в Ейрширі, у чотирьох милях на південь від Кілмарнока, датується ХІІІ століттям. Нині в руїнах. Спочатку належав клану Ліндсей, але потім замок перейшов у власність клану Воллес Ріккартон у 1371 році. У цьому замку сліпий Гаррі збирав і записував історії про Вільяма Воллеса. Замок був покинутий близько 1600 року, коли вожді клану Воллес переїхали до Ньютона в Ер.
- Замок Крайгі Ер (шотл. — Craigie House Ayr) — датується 1730 роком і був побудований септою Воллес Крагі. Це три поверховий замок. Був проданий клану Кемпбелл в 1782 році. Перейшов у власність місцевої ради в 1942 році. Замок став центром управління для університету Пейслі.
- Замок Авхенбахі (шотл. — Auchenbathie Tower) — недалеко від Бейх (гельск. — Beith), належав септі Воллес Елдерслі. Нині лишилися тільки руїни.
- Замок Басбі (шотл. — Busbie Castle) — недалеко від Кілмарнока, Ейршир. Належав клану Воллес, потім став власністю клану Моват.
- Замок Карнелл Естейт (шотл. — Carnell Estate) — недалеко від Кілмарнока, Ейршир, належав септі Воллес Карнелл. Вільям Уоллес Карнелл був убитий в битві при Флоддене в 1513 році.
- Замок Кросбі (шотл. — Crosbie Castle) — біля Вест Кілрайб (шотл. — West Kilbride), Ейршир. Належав Вільяму Воллесу, де він почав боротьбу за свободу Шотландії.
- Замок Сундрум (шотл. — Sundrum Castle) — біля Ер, належав септі Воллес Сундрум (Сандрам) з 1373 році.

## Септи клану Воллес
Wallis, Walla, Wallais, Wallace, Wallice, Wallang, Wallass, Wallayis, Wallays, Walleis, Wallensis, Walles, Walleyis, Walleys, Walli, Wallis Walls, Wallyis, Wallys, Walker, Walois, Walys, Waces, Wal, Walace, Walais, Walans, Walas, Walays, Wale, Waleis, Walency, Walens, Walense, Walensen, Walensi, Walensis, Wales, Waless, Waleys, Waleyss
Valance, Valensis, Valeyns, Vallace, Vallance, Valles, Valleyis, Vallibus, Uallas (the Scots Gaelic), Gadhel, Galeis, Galeius, Gales, Galeys, Galleius, Grieve, Galleius, Galles, Galles, Gallia, Gallois, Gaul, Gweddol.